# Илулиссат
Илулиссат (гренл. Ilulissat "айсберги"), или Якобсхавн (дат. Jacobshavn), — город и административный центр одноимённого муниципалитета, расположенного в Западной Гренландии. Площадь территории муниципалитета 47000км². Население муниципалитета достигает 4996 чел., из которых в городе, расположенном в 200 км к северу от Полярного круга, проживает 4 533 человек (на 2005), это третий по количеству населения город Гренландии. Климат арктический, средняя температура июля составляет 8,5 °С со средним максимумом 12 °С, средняя температура января — −13,5 °С со средним минимумом −17 °С. Основная отрасль — туризм.

## История
Археологические раскопки датируют первые поселения людей в этой местности периодом около 3500 лет до н. э., а в двух километрах юго-западнее, в Сермермиуте, обнаружены следы поселений II тысячелетия до н. э., также в этой местности раньше находилось одно из крупнейших поселений на острове, где проживало около 250 человек. Современный город был основан в 1741 году датскими миссионерами.
В 1879 году здесь родился этнограф и исследователь Арктики Кнуд Расмуссен. Сегодня его дом служит музеем, где представлены материалы и экспонаты, которые он собрал в своих экспедициях. Также в городе находится Художественный музей Илулиссата — главный выставочный центр северной части страны и Музей холода, посвящённый геологии и гляциологии острова, а также в нём представлена экспозиция поделок датских поселенцев и инуитов.
27—29 мая 2008 года здесь проводилась Конференция по Северному Ледовитому океану, на которой присутствовали министры иностранных дел Канады, Дании, Норвегии, России и    США.  

## Экономика
Традиционными промыслами местного населения в основном являются ловля рыбы и бой морского зверя. Но основной доход жители получают от туризма.

## Транспорт

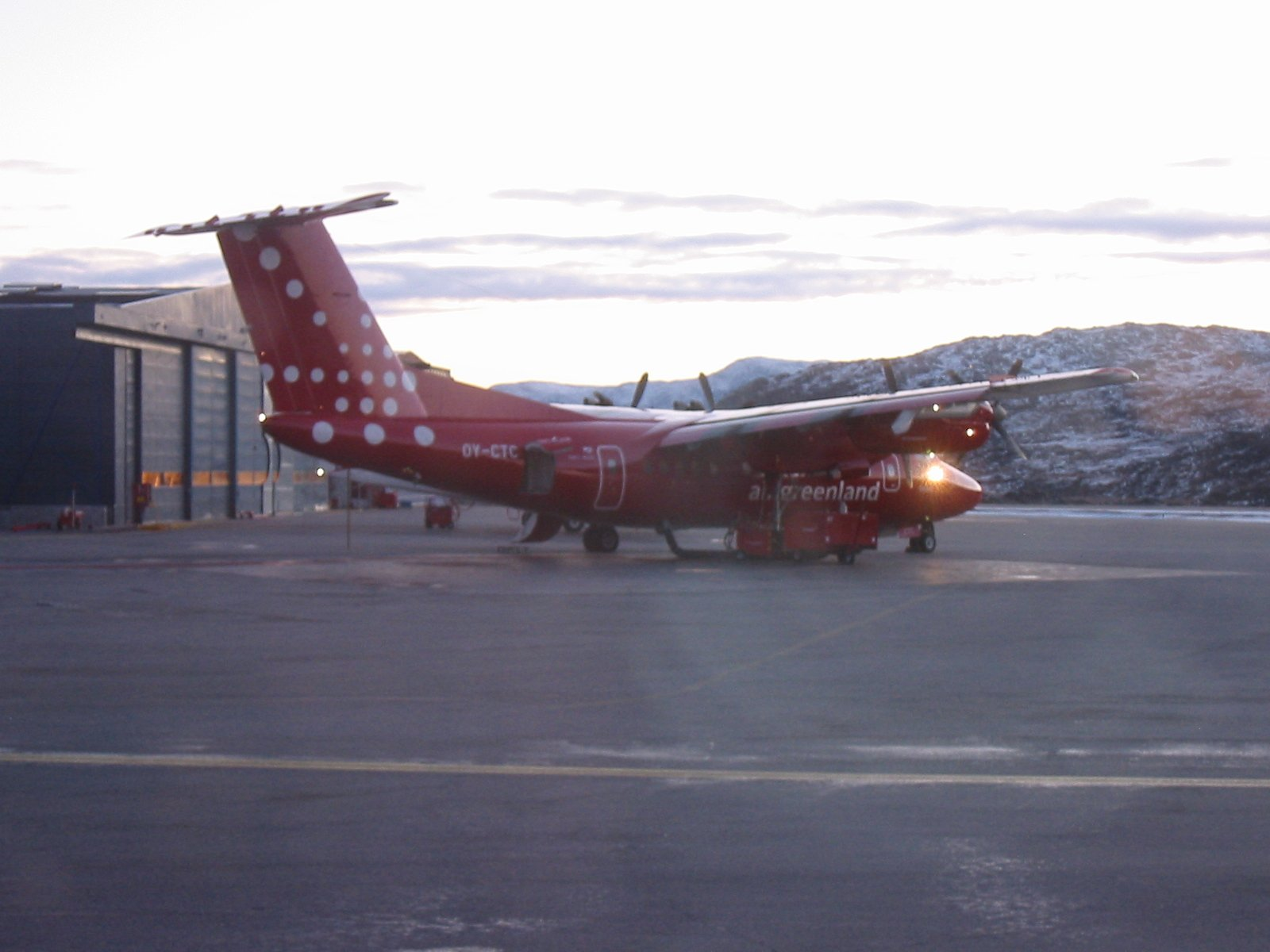
Аэропорт Илулиссата

Транспортное сообщение осуществляется воздушным путём, которое обслуживает местная авиакомпания Air Greenland.

## Фьорд Илулиссат
40-километровый фьорд Илулиссат, заполненный айсбергами, сползающими с ледника Сермек-Куджаллек, имеющий ширину около 5 км при толщине льда в нижней части около 150 метров, является самым продуктивным в Северном полушарии. В 2004 году был внесён в список объектов Всемирного наследия ЮНЕСКО.